# Plectranthus bojeri
Plectranthus bojeri là một loài thực vật có hoa trong họ Hoa môi. Loài này được (Benth.) Hedge miêu tả khoa học đầu tiên năm 1998.